# Mycoporopsis sorenocarpa
Mycoporopsis sorenocarpa är en svampart som först beskrevs av C. Knight, och fick sitt nu gällande namn av Johannes Müller Argoviensis 1885. Mycoporopsis sorenocarpa ingår i släktet Mycoporopsis, klassen Dothideomycetes, divisionen sporsäcksvampar och riket svampar.   Inga underarter finns listade i Catalogue of Life.